# Jean-François Dandrieu
Jean-François Dandrieu (ca. 1682 – 17 de enero de 1738) fue un compositor del barroco francés, clavecinista y organista.

## Biografía
Nació en París en una familia de artistas y músicos. Un niño prodigio y precoz, dio su primera actuación pública cuando tenía 5 años de edad, tocando el clavecín de Luis XIV, rey de Francia y su corte. Estos conciertos marcan el comienzo de muy exitosa carrera de Dandrieu como clavecinista y organista. En 1705 fue nombrado organista titular de la iglesia Saint-Merry en París (un puesto previamente ocupado por Nicolas Lebègue). En algún momento en 1706 fue un miembro del panel de jueces que examinó habilidades de Jean-Philippe Rameau con el fin de decidir si podría ser nombrado organista de la Sainte-Madeleine en la Iglesia de la ciudad. En 1721 fue nombrado uno de los cuatro organistas de la capilla real de Francia. Murió en París en 1738.

## Obra
Las obras publicadas durante su vida incluyen las siguientes colecciones:
- Livre de sonates en trio, trío sonatas (1705);
- Dos Livres de sonates à violon seul, sonatas para solo de violín (1710 y 1720);
- Les caractères de la guerre, conciertos instrumentales (1718, versión revisada de un publicado en 1733);
- Tres suites de clavecín (1705) y otras tres (1724, 1728 y 1734), un volumen de piezas para órgano fue publicada póstumamente en 1739 y contenía, entre otras obras, algunas piezas del sacerdote católico y organista Pierre Dandrieu, tío de Jean-François.

Dandrieu también publicó un tratado académico sobre acompañamiento (Principios de l'accompagnement) en 1718, que ahora sirve como una importante fuente de información sobre la práctica musical de la época.